# Kartebolle-ordenen
Kartebolle-ordenen (Dipsacales) omfatter 2 familier, 45 slægter og ca. 1090 arter. Den er udbredt i alle verdensdele (undtagen Antarktis), men med hovedvægten i den nordlige halvkugles tempererede egne. Ordenen har knopper med skæl og modsatte blade med kirteltandede bladrande. Blomsterne er samlet i endestillede stande.
| Familier |

- Desmerurt-familien (Adoxaceae)
- Gedeblad-familien (Caprifoliaceae)

Bemærk, at slægterne i familierne Diervillaceae, Dipsacaceae, Linnaeaceae, Morinaceae og Valerianaceae nu (2009) iflg. APG III systemet er optaget i Gedeblad-familien.